# Minh Lương Mãn Giác
Minh Lương Mãn Giác (chữ Hán: 明良滿覺; ?-1675) là một nhà sư Việt Nam sống vào thế kỷ thứ 17, thuộc đời pháp thứ 35 Tông Lâm Tế. Ông là đệ tử của Hòa thượng Viên Văn Chuyết Chuyết, pháp tử của ông được nhiều người biết đến nhất là Hòa thượng Chân Nguyên Tuệ Đăng.